# Otto Steinbrinck
Otto Steinbrinck (ur. 10 grudnia 1888, zm. 16 sierpnia 1949) – niemiecki dowódca okrętów podwodnych Kaiserliche Marine i zbrodniarz nazistowski, skazany w piątym procesie norymberskim (tzw. proces Flicka) na 5 lat więzienia. Czwarty na liście największych niemieckich asów broni podwodnej. W czasie swojej służby jako dowódca U-Bootów zatopił 204 statki o łącznym tonażu (233 072 ton) BRT oraz dwa okręty o wyporności 11 725 ton, uszkodził dwanaście statków (68 674 ton) oraz jeden okręt.

## Przebieg służby
Otto Steinbrinck wstąpił do szkoły kadetów Kaiserliche Marine w kwietniu 1907 roku. 21 kwietnia 1908 roku został mianowany na stopień Fähnrich zur See. W 1910 roku służył na krążowniku lekkim SMS „Bremen”. Przed wybuchem I wojny światowej odbył jeszcze służbę na okrętach podwodnych U-15 i U-8.

### I wojna światowa
W chwili przystąpienia Niemiec do I wojny światowej (1 sierpnia 1914) roku Otto Steinbrinck służył na okręcie podwodnym U-6. 29 września 1914 roku został mianowany jego kapitanem. Okrętem dowodził do 4 listopada 1914, następnie przez miesiąc służy na łodzi torpedowej. Do służby na U-6 powrócił 6 stycznia 1915 roku. 21 stycznia został zastąpiony przez Reinholda Lepsiusa. 15 marca Steinbrinck został przeniesiony do Flotylli Flandria, gdzie został mianowany dowódcą pierwszego przydzielonego do niej okrętu UB-10. W okresie 10 miesięcy UB-10 pod dowództwem Steinbricka zatopił 27 statków o łącznej pojemności 13 382 BRT. Największym był „Rosalie”. 10 sierpnia 1915 roku 3 mile od boi Blakeney UB-10 storpedował zbudowany rok wcześniej parowiec „Rosalie” o pojemności 4243 BRT. Statek został poważnie uszkodzony i doholowany do pozycji (52°58′N 1°08′E/52,959444 1,140278), gdzie zatonął i spoczywa do dziś. 9 stycznia 1916 roku został odznaczony orderem Hohenzollernów. 16 lutego 1916 roku został mianowany drugim dowódcą UB-18.
W uznaniu nadzwyczajnych zasług, jakie w wojnę podwodną wniósł Otto Steinbrinck, 29 marca 1916 roku odznaczony został Pour le Mérite. Był trzecim dowódcą okrętu podwodnego, który otrzymał ten najwyższy pruski i niemiecki order wojskowy. Pour le Mérite przed Steinbrinckiem zostali odznaczeni Otto Weddigen (24 października 1914) oraz Otto Hersing (5 czerwca 1915).
12 sierpnia 30 mil na południowy zachód od Scilly UB-18 zatopił największą jednostkę nieprzyjaciela w swojej historii. Zbudowany w 1916 roku tankowiec „Antwerpen” o pojemności 7955 BRT płynął w swoim dziewiczym rejsie z ładunkiem benzyny z Nowego Jorku do Londynu. Załoga została uratowana przez załogę niszczyciela HMS „Cameleon”.
Kolejną jednostką, która była dowodzona przez Otto Steinbricka był okręt podwodny UC-65. 10 listopada 1916 roku Steinbrick został mianowany pierwszym jej dowódcą. Jednostką dowodził do 31 lipca 1917 roku. Największym zatopionym przez Steinbricka statkiem był brytyjski statek pasażerski „Drina” o pojemności 11 483 BRT. 7 kwietnia 1917 roku w okolicach Liverpoolu na miny postawione przez UC-65 wszedł brytyjski transatlantyk „Lapland” o pojemności 18 565 BRT. 26 lipca 1917 roku łupem UC-65 padł brytyjski okręt HMS „Ariadne”. W ataku zginęło 38 członków załogi. 1 sierpnia 1917 roku na stanowisku dowódcy UC-65 Steinbricka zastąpił Max Viebeg.
Otto Steinbrinck został mianowany pierwszym dowódcą nowego okrętu podwodnego UB-57. Okrętem dowodził do 1 stycznia 1918 roku. Do końca wojny służył w dowództwie Flotylli Flandria.

## Dalsze losy
Po zakończeniu I wojny światowej pełnił szereg funkcji w Verein Deutscher Eisen- und Stahlindustrie. W 1935 roku otrzymał honorowy tytuł Standartenführer w SS. W 1939 roku został mianowany wiceprezesem Vereinigte Stahlwerke.
W czasie II wojny światowej zajmował szereg ważnych stanowisk w administracji III Rzeszy. W sierpniu 1945 roku został internowany i w 1947 roku skazany w piątym procesie norymberskim, tzw. procesie Flicka na 5 lat więzienia. W więzieniu Steinbrinck zaczął bardzo chorować i zmarł 16 sierpnia 1949 roku. Pochowany na cmentarzu w Lippstadt.